# Benedetto Carratelli
Benedetto Carratelli (Amantea, 3 agosto 1891 – 12 agosto 1966) è stato un avvocato e politico italiano.

## Biografia
Nacque ad Amantea il 3 agosto 1891. Sin da adolescente fu seguace delle idee e degli insegnamenti di Don Sturzo, che formarono la sua viva e forte personalità di cattolico e di democratico.
Si iscrisse alla facoltà di giurisprudenza presso l'Università degli Studi La Sapienza di Roma. Appena laureato, si dedicò intensamente alla professione legale, creando un proprio studi a Cosenza, attivo sia nella materia civile che per il settore penale.
Il successivo ingresso nello studio del proprio fratello minore, Francesco Saverio, gli consentì di coltivare più assiduamente la passione per la politica, così assumendo vari incarichi nella Democrazia Cristiana: fu, fra l'altro, Consigliere Comunale di Cosenza.
Nel 1946 si candidò all'Assemblea Costituente nelle liste della Democrazia Cristiana e venne eletto. Ebbe quindi l'onore, per sé e per i suoi conterranei, di partecipare attivamente ai lavori di redazione ed approvazione della Costituzione della Repubblica Italiana, occupandosi direttamente anche, da legislatore, di temi di grande importanza e, per quei tempi, di enorme interesse sociale, quali la corresponsione dell'indennità per gli operai italiani infortunati in Germania e l'accelerazione della liquidazione delle pensioni di guerra, nonché la nomina concorsuale degli esattori delle imposte.
Alle elezioni del 1948 venne eletto nel primo Parlamento della Repubblica e alla Camera dei Deputati fu componente della VII Commissione Parlamentare, competente per i Lavori Pubblici.
Presentò diversi progetti di legge e formulò numerose interrogazioni, occupandosi, tra l'altro, dell'edilizia economica e popolare, della valorizzazione dell'Altopiano della Sila, della incentivazione della Cassa per il Mezzogiorno. Alle successive elezioni politiche del 1953 non venne rieletto.
Tornò qundi al lavoro nel suo studio, riprendendo, insieme al fratello e al giovane nipote Giuseppe, a cimentarsi nella professione, ma dopo due tragedie familiari, si ammalò gravemente, fino a spegnersi il 12 agosto 1966, pochi giorni dopo aver compiuto 75 anni.